# Impact Earth (2015)
Impact Earth ist ein US-amerikanischer Katastrophenfilm von Rex Piano aus dem Jahr 2015.

## Handlung
Tim Harrison, ehemaliger Mitarbeiter bei der NASA, verlor bei der Raumfahrtbehörde vor vielen Jahren aufgrund eines schweren Fehlers seinen Job: Vor acht Jahren deutete er eine Ansammlung kleiner Meteoriten als gigantischen Asteroiden und löste durch seine Meldung eine Massenpanik aus die neben Randalen und Plünderungen auch Menschenleben kostete. Es kam nicht zur kosmischen Katastrophe, sondern die Meteoriten verglühten in der Atmosphäre ohne das es zur Katastrophe kam. Heute arbeitet Harrison als Dozent an einer staatlichen Einrichtung.
Da er seine Leidenschaft nicht mehr beruflich ausüben kann, ist er nun als Hobby-Astronom tätig. Bei seiner nächtlichen Ausübung seines Hobbys entdeckt er einen Schwarm Asteroiden, die sich auf Kollisionskurs mit der Erde befinden. Harrison schaltet sofort und kontaktiert seine ehemaligen Arbeitskollegen in Washington, D.C. um sie zu warnen. Leider glaubt ihm niemand aufgrund seines vor Jahren begangenen Fehlers und keiner kommt auf die Idee, zumindest eine eventuelle Gefahr zu prüfen.
Da er auf die NASA und die Regierung nicht bauen kann und ihm sonst auch keiner die Geschichte abkauft, beschließt er schließlich, zumindest sich und seine Familie in Sicherheit zu bringen. Dazu prüft er, wo die Asteroiden einschlagen und will schnellstmöglich einen Ort finden, der von der Katastrophe abgeschirmt ist. Allerdings bleibt ihm kaum noch Zeit.

## Kritik
„Uninspirierter Science-Fiction- und Desaster-Film, der hemmungslos sämtliche Klischees des Genres wiederkäut. Allein in der lachhaften Auflösung hebt sich das Werk von seinen zahlreichen Vorgängern ab.“

„Unterhaltsam, aber das Ende ist lachhaft.“

Cinema urteilt außerdem, hysterischer Humbug mit Actionveteran Tom Berenger als Mentor.